# Asian Club Championship 1971
Asian Club Championship 1971 là phiên bản thứ tư của giải bóng đá câu lạc bộ thường niên châu Á tổ chức bởi Liên đoàn bóng đá châu Á. Tám câu lạc bộ đến từ tám quốc gia tham dự giải đấu. Giải đấu diễn ra tại Băng Cốc, Thái Lan từ ngày 21 tháng 3 đến ngày 2 tháng 4. Tám câu lạc bộ được chia thành hai bảng, mỗi bảng bốn đội, đội nhất và nhì mỗi bảng lọt vào vòng bán kết.
Maccabi Tel Aviv giành danh hiệu châu Á thứ hai sau khi Al-Shorta từ chối thi đấu với họ trong cuộc biểu tình tại lãnh thổ Palestine bị Israel chiếm đóng. Thay vào đó, các cầu thủ của Al-Shorta vẫy cờ Palestine và cờ Iraq trên sân.
Al-Shorta được coi là đội vô địch giải đấu trên các phương tiện truyền thông Iraq và Ả Rập (tiêu đề báo Al-Mal'ab ngày hôm sau có nội dung: "Nhà vô địch châu Á trở lại Baghdad") và được chào đón sự tiếp đón của các anh hùng khi họ trở về nước. Israel đã bị trục xuất khỏi AFC ba năm sau đó (Maccabi hiện đang thi đấu trong các giải đấu của UEFA) và Al-Shorta coi mình là đội vô địch giải đấu, và thêm một ngôi sao trên logo của họ để thể hiện điều này.

## Các đội tham dự
Chú thích:
•TH: Đương kim vô địch
•1st, 2nd, 3rd,...: Vị trí tại giải quốc nội
•S (Selected): Đội được chọn đại diện cho quốc gia
| Taj TehranTH (1st)   | Al-Shorta (1st)        | Al Arabi (1st) | ROK Army (1st)      |
| FC Punjab Police (S) | Maccabi Tel Aviv (1st) | Perak FA (1st) | Bangkok Bank FC (S) |

## Kết quả

### Vòng loại
Đây là các trận đấu phân bổ các đội vào các bảng. Mỗi bảng sẽ bao gồm hai độin thắng và hai đội thua vòng này. 
|  | ROK Army         | 2–1 | Bangkok Bank FC  |
|  | Al-Shorta        | 3–2 | Taj Tehran       |
|  | Al Arabi         | 8–1 | FC Punjab Police |
|  | Maccabi Tel Aviv | 1–0 | Perak FA         |

### Vòng bảng

#### Bảng A
| Đội        | Pts | Pld | W | D | L | GF | GA | GD |
| ---------- | --- | --- | - | - | - | -- | -- | -- |
| Taj Tehran | 5   | 3   | 2 | 1 | 0 | 5  | 1  | 4  |
| ROK Army   | 4   | 3   | 2 | 0 | 1 | 5  | 2  | 3  |
| Al Arabi   | 3   | 3   | 1 | 1 | 1 | 3  | 1  | 2  |
| Perak FA   | 0   | 3   | 0 | 0 | 3 | 0  | 9  | −9 |

| Trận 1 | Al Arabi   | 3–0 | Perak    |
| Trận 2 | Taj Tehran | 2–1 | ROK Army |
| Trận 3 | ROK Army   | 3–0 | Perak    |
| Trận 4 | Taj Tehran | 0–0 | Al Arabi |
| Trận 5 | Taj Tehran | 3–0 | Perak    |
| Trận 6 | ROK Army   | 1–0 | Al Arabi |

#### Bảng B
| Đội              | Pts | Pld | W | D | L | GF | GA | GD  |
| ---------------- | --- | --- | - | - | - | -- | -- | --- |
| Maccabi Tel Aviv | 6   | 3   | 3 | 0 | 0 | 11 | 2  | 9   |
| Al-Shorta        | 4   | 3   | 2 | 0 | 1 | 8  | 4  | 4   |
| Bangkok Bank FC  | 2   | 3   | 1 | 0 | 2 | 3  | 6  | −3  |
| FC Punjab Police | 0   | 3   | 0 | 0 | 3 | 2  | 12 | −10 |

| Trận 1 | Bangkok Bank     | 2–0  | Punjab       |
| Trận 2 | Maccabi Tel Aviv | 3–01 | Al-Shorta    |
| Trận 3 | Maccabi Tel Aviv | 4–1  | Punjab       |
| Trận 4 | Al-Shorta        | 2–0  | Bangkok Bank |
| Trận 5 | Al-Shorta        | 6–1  | Punjab       |
| Trận 6 | Maccabi Tel Aviv | 4–1  | Bangkok Bank |

 1: Al-Shorta không thi đấu trận này, chiến thắng thuộc về Maccabi.

### Vòng loại trực tiếp

#### Bán kết
| Maccabi Tel Aviv | 2–0 | ROK Army |
| ---------------- | --- | -------- |
|                  |     |          |

| Al-Shorta | 2–0 | Taj Tehran |
| --------- | --- | ---------- |
|           |     |            |

#### Tranh hạng ba
| Taj Tehran | 3–2 | ROK Army |
| ---------- | --- | -------- |
|            |     |          |

#### Chung kết
| Maccabi Tel Aviv | 3–01 | Al-Shorta |
| ---------------- | ---- | --------- |
|                  |      |           |

1 Trận chung kết không diễn ra và Maccabi Tel Aviv được xử là đội vô địch sau khi các cầu thủ Al-Shorta vào sân vẫy cờ Iraq và Palestine trên khu vực đường pitch, từ chối thi đấu với đội bóng Israel vì lý do chính trị.